# Reersø Sogn
Reersø Sogn er et sogn i Kalundborg Provsti (Roskilde Stift).
Reersø Kirke blev i 1904 indviet som filialkirke til Kirke Helsinge Kirke. Reersø blev så et kirkedistrikt i Kirke Helsinge Sogn, som hørte til Løve Herred i Holbæk Amt. Kirke Helsinge-Drøsselbjerg sognekommune inkl. kirkedistriktet blev ved kommunalreformen i 1970 indlemmet i Gørlev Kommune, der ved strukturreformen i 2007 indgik i Kalundborg Kommune.
Da kirkedistrikterne blev nedlagt 1. oktober 2010, blev Reersø Kirkedistrikt udskilt som det selvstændige Reersø Sogn.
Stednavne, se Kirke Helsinge Sogn.